# グナエウス・マンリウス・カピトリヌス・インペリオスス
グナエウス・マンリウス・カピトリヌス・インペリオスス（ラテン語: Gnaeus Manlius Capitolinus Imperiosus、生没年不詳）は紀元前4世紀の共和政ローマの政治家。紀元前359年と紀元前357年に執政官（コンスル）を、紀元前351年に監察官（ケンソル）を務めた。

## 出自
インペリオススはパトリキ（貴族）であるマンリウス氏族の出身である。父のプラエノーメン（第一名、個人名）はルキウス、祖父はアウルスである。

## 経歴
紀元前359年に執政官に就任、同僚執政官はプレブス（平民）のマルクス・ポピッリウス・ラエナスであった。この年に、インペリオススとラナエスは、ローマに夜襲をかけてきたティブル軍を撃退している。
紀元前357年にインペリオススは二度目の執政官に就任。同僚のプレブス執政官はガイウス・マルキウス・ルティルスであった。インペリオススはファルスキ（en）との戦争を担当したが、唯一の特筆すべき事項は、野営地で民会を開いたことであった。この民会では、奴隷を解放する際に5パーセントの税金を支払うということが決議された。元老院はこれを認めたが、ローマ市外での民会の開催は、これ以降は認められなくなった。
紀元前351年、インペリオススは監察官（ケンソル）に就任するが、同僚監察官は前回の執政官就任時と同じくルティルスであった。ルティルスはプレブス出身者としては初の監察官であった。
紀元前345年にアウルンキがローマ領土を襲撃するが、元老院はルキウス・フリウス・カミッルスを独裁官（ディクタトル）に任命、カミッルスはインペリオススをマギステル・エクィトゥム（騎兵長官）に指名した。アウルンキは短期間で撃退された。

## 参考資料
- ティトゥス・リウィウス『ローマ建国史』